# Thomasboro (Illinois)
Thomasboro  es una villa en el condado de Champaign, en el estado estadounidense de Illinois. La población era de 1,233 en el censo del 2000 y 1,239 en el 2009.

## Geografía
Thomasboro se localiza a 40°14′31″N 88°11′16″O / 40.24194, -88.18778 (40.242025, -88.187745).
De acuerdo a la Oficina del Censo de los Estados Unidos, la villa tiene un área total de 1.0 millas cuadradas (2.7 km²), toda de tierra.

## Demografía
Según el censo de 2000, había 1,233 personas, 495 hogares y 334 familias residían en la villa. La densidad de población era de 1,191.1 personas por milla cuadrada (457.8/km ²). Había 525 viviendas en una densidad media de 507.2/mi ² (194.9/km ²). La distribución por razas de la aldea era 95.38% blancos, 1.30% afroamericanos, 0.24% Nativos americanos, 0.80% Isleños del Pacífico, 0.73% asiáticos y 0.73% de dos o más razas. Hispanos o latinos de cualquier raza eran el 1.22% de la población.
Había casas de las cuales 34.9% tenían niños menores de 18 años que vivían con ellos, el 53.3% son parejas casadas que viven juntas, 9.9% tenían una mujer jefa de familia sin presencia del marido y 32.5% eran no-familias. 25.9% de todas las casas fueron compuestos de individuos y 9.7% tienen a alguna persona anciana de 65 años de edad o más. El tamaño medio de la casa era 2.49 y el tamaño medio de la familia era 3.03.
En la villa la población separada es 27.3% menor de 18 años, el 7.4% de 18 a 24, 31.8% de 25 a 44, 20.8% a partir 45 a 64, y el 12.7% tiene más de 65 años de edad o más. La edad media fue de 35 años. Por cada 100 mujeres había 95.7 hombres. Por cada 100 mujeres mayores de 18 años, había 91.7 hombres.
La renta mediana para una casa en la aldea era $39,667, y la renta mediana para una familia era $47,212. Los varones tenían una renta mediana de $31,595 contra $23,182 para las mujeres. El ingreso per cápita de la villa era $17,886. Cerca de 4.2% de familias y 4.8% de la población estaban por debajo de la línea de pobreza, incluyendo 6.6% de los menores de 18 años y 4.1% de esos son mayores de 65 años.